# Sanyangia
Sanyangia is een geslacht van vliesvleugeligen uit de familie Eulophidae. De wetenschappelijke naam van dit geslacht is voor het eerst geldig gepubliceerd in 1996 door Yang.

## Soorten
Het geslacht Sanyangia is monotypisch en omvat slechts de volgende soort:
- Sanyangia propinquae Yang, 1996